# Vuelo 625 de Air Mauritanie
El vuelo 625 de Air Mauritanie fue un Fokker F28-4000 Fellowship que se estrelló durante el aterrizaje en el aeropuerto de Tidjikja, Mauritania el 1 de julio de 1994 en condiciones de tormenta de arena. Los cuatro tripulantes y 76 de los 89 pasajeros fallecieron en la colisión. Permanece como el accidente con mayor número de muertes de un Fokker 28 y el más mortal de Mauritania.

## Aeronave
El avión implicado fue un Fokker F28-4000 Fellowship (número de serie 11092) que efectuó su primer vuelo el 3 de julio de 1975. El avión contaba con dos motores turbofán RB183-555-15H. En aquel momento, la variante -6000 se consideraba una novedad. El 30 de julio de 1976, la aeronave fue entregada a Linjeflyg portando el registro PH-SIX. En abril de 1978, fue convertido a la variante -4000, y fue transferido a NLM Cityhopper el 17 de abril. El 27 de abril de 1979, el avión fue alquilado a Libyan Arab Airlines (el registro permaneció siendo el mismo). El 26 de febrero de 1980 el avión fue arrendado a Pars Air, y el registro fue modificado a EP-PBG. El 26 de noviembre de 1981, el avión fue retornado a Linjeflyg, y fue nuevamente registrado como PH-SIX. El avión fue vendido a Air Mauritanie, el 15 de diciembre de 1983, y el registro fue modificado a 5T-CLF.

## Accidente
El avión operaba el vuelo MR625 (otras fuentes sostienen que el número de vuelo fue MR251) desde Nuakchot a Tidjika. A bordo se encontraban  89 pasajeros y  4 miembros de la tripulación. El aterrizaje fue realizado durante una tormenta de arena. El F28 había efectuado varias aproximaciones al aeropuerto antes de efectuar una toma dura, que provocó que el tren delantero colapsara y el avión se saliera de pista, chocara con una formación rocosa y comenzara a arder. Solo trece pasajeros sobrevivieron mientras que los cuatro tripulantes y los 76 pasajeros restantes fallecieron.